# Corina Brussaard
Corina Brussaard är en nederländsk forskare, verksam inom antarktisk viral ekologi. Hon arbetar för Royal Institute of Sea Research (NIOZ) och är professor i viral ekologi vid Universiteit van Amsterdam.

## Biografi

### Utbildning
Brussaard är utbildad vid Universitetet i Groningen i Nederländerna, där hon studerade marinbiologi och mikrobiell ekologi. Hon disputerade på sin doktorsavhandling om "Phytoplankton cell lysis and ecological implications" 1997. Hon tilldelades ett Marie Curie TMR-stipendium med två års postdoktoral forskning vid Universitetet i Bergen, Norge. År 2000 började hon som Independent Research Fellow vid NIOZ Royal Netherlands Institute of Sea Research där hon var involverad i EC-FP5-projektet BIOHAB (Biological Control of Harmful Algal Blooms - role of eutrophication), samtidigt som hon startade ett virusekologiskt forskningsprogram. Hon blev senior forskare vid NIOZ 2003, och fick en speciell professur i viral ekologi vid Institutet för biologisk mångfald och ekosystemdynamik (IBED) vid universitetet i Amsterdam 2013.

### Karriär
Brussaard forskar i antarktisk viral ekologi, den kvantitativa och kvalitativa betydelsen av virusmedierad dödlighet hos mikrober för populationsdynamik, samhällssammansättning och produktionen och effektiviteten av det pelagiska näringsnätet. Brussaards forskning fokuserar på att studera interaktionen mellan virus och deras värdalger i relation till klimatförändringar, och mer specifikt på hur denna interaktion påverkas av miljöfaktorer, såsom CO2-koncentration och temperatur, tillgången på ljus och näringsämnen.
Brussaard studerar den ekologiska roll virus spelar i havet, genom att kombinera fältarbete och detaljerade laboratoriestudier. Hon undersöker betydelsen av mikrobiella (fytoplankton och bakterier) celldödshastigheter  och dess konsekvenser för den pelagiska biogeokemiska kretsloppet (kol, näringsämnen inklusive järn), samt isolering av nya alg-infekterande virus (t.ex. virus som infekterar Phaeocystis som tillhör den nyligen namngivna familjen Mimiviridae med stort genom). Hon upptäckte också det första dsRNA-viruset som infekterar protister och lipidmembran-innehållande Micromonas-virus. Dessutom har hon utvecklat metoder för snabb upptäckt och räkning av virus, och för att mäta celllys- hastigheter som en konsekvens av virusinfektioner.
Brussaard var ordförande för International Society of Microbes (ISVM)  och var ordförande för den nederländska vetenskapliga kommittén för oceanforskning (SCOR) från 2006 till 2016 och dess sekreterare från 2014–2018. Hon var också medlem i Nederländernas polarkommitté 2010–2014 och i Council for Earth and Life Sciences vid Royal Netherlands Academy of Arts and Sciences.
Brussaards forskning har väckt intresse från radio, tidningar och tidskrifter. Dessutom var Brussaard gäst i den holländska tv-serien Pauw & Witteman 2013 för att diskutera det då nya holländska Dirck Gerritsz-laboratoriet.
I mars 2016 valdes Brussaard ut som Fellow vid American Academy of Microbiology.